# Загальновживані торговельні марки
Коли певний виробник випускає на ринок товар, що є унікальним на цьому ринку, він стає монополістом. Така монополія призводить до того, що знак для цього товару закріплюється за цим товаром, як за класом (тобто за товаром взагалі, а не тільки цієї компанії-виробника). Наприклад джипом називають практично будь-який позашляховик, а не тільки такий, що випущений на ринок компанією Daimler Chrysler.
Зазвичай перехід торговельної марки до стану загальновживаного імені грає на руку компанії, бо її товар як клас починає асоціюватися саме з її торговельною маркою. Однак є небезпека, що реєстрацію цієї торговельної марки не можна буде продовжити, бо вона стане загальновживаною. Відповідно до законодавства України, така торговельна марка не може отримати правову охорону. Однак цей процес можна обернути: наприклад, компанія Xerox викорінила слово «xerox» з англійської мови, замінивши його на слово «photocopier».
Для того, щоб попередити перехід торговельної марки до стану загальновживаної, компанія повинна, по-перше, підібрати прийнятне нове загальновживане ім'я для свого товару, по-друге, провести PR-кампанію для здійснення переходу до цього загальновживаного імені.

## Список торговельних марок, що стали загальновживаними вукраїнській мові

### А
- Айпод (iPod): цифровий аудіоплеєр — від торговельної марки iPod, що зараз належить Apple Inc.
- Акваланг — пристрій для дихання під водою.
- Аспірин — ліки, що містять ацетилсаліцилову кислоту.

### В
- Вазелін — загальновживана торгова марка суміші мінеральної олії і твердих парафінових вуглеводнів (наукова назва петролатум).

### Г
- Гуглити — шукати не лише в Google, але і в іншому пошуковику.

### Д
- Джакузі — гідромасажна ванна.
- Джип — назва поширилася і на позашляховики інших марок.
- Диктофон — назва походить від торгової марки Dictaphone.
- Дремель — ручний нравіювальний пристрій.

### Е
- Ескалатор — підйомник з рухомими сходинками.
- Ескімо — морозиво з шоколадною глазур'ю.

### К
- Каримат — туристичний килимок на зразок тих, що початково виготовлялися фірмою «Karrimat». Така загальна назва з'явилася в англійській мові і поширилася на численні інші.
- Кеди — спортивне взуття. Назва походить від американської взуттєвої фірми «KEDS».
- Клаксон — автомобільний звуковий сигнал (від назви фірми-виробника — «Klaxon Signals Ltd»).
- Ксерокс — копіювальний апарат (від назви комп'ютерної компанії «Xerox»).
- Куботан — ці пристосовані для самозахисту брелоки виготовляються не лише фірмою «Kubotan», але називаються саме куботанами.

### Н
- Нейлон — синтетичні поліамідні волокна й пластмаси.

### П
- Памперс — поширилося на будь-які підгузки, оскільки першими на пострадянських територіях з'явилася відповідна продукція саме бренду «Pampers» компанії «Procter & Gamble».
- Пінг-понг — настільний теніс.
- Примус — туристичне газове обладнання.

### С
- Скотч — клейка стрічка, розроблена американської компанією 3M.

### T
- Термос — від назви фірми виробника ізольованих ємностей "Thermos". Назва «термос» стала загальним терміном приблизно з 1950-х років.

### Ф
- Фен — від торгової марки «Fön», названої на честь теплого альпійського вітру.[2]

- Фломастер — від назви американської компанії Flo-Master[en])
- Фризбі — від торговельної марки Frisbee фірми Wham-O.